# Cathy Ferguson
Cathy Ferguson (Stockton, 22 de julio de 1948) es una nadadora estadounidense retirada especializada en pruebas de estilo espalda, donde consiguió ser campeona olímpica en 1964 en los 100 metros.

## Carrera deportiva
En los Juegos Olímpicos de Tokio 1964 ganó la medalla de oro en los 100 metros espalda, con un tiempo de 1:07.7 segundos que fue récord del mundo, y también el oro en los relevos de 4x100 metros estilos, por delante de Países Bajos y la Unión Soviética.
En los Juegos Panamericanos de 1963 celebrados en Sao Paulo ganó la plata en los 100 metros espalda, y cuatro años después, en los Juegos Panamericanos de 1967 celebrados en Winnipeg ganó el bronce en los 200 metros espalda.